# Jalen Brunson
Jalen Marquis Brunson, född 31 augusti 1996 i New Brunswick i New Jersey, är en amerikansk professionell basketspelare (PG/SG) som spelar för New York Knicks i National Basketball Association (NBA). Han har tidigare spelat för Dallas Mavericks.
Brunson draftades av Dallas Mavericks i andra rundan i 2018 års draft som 33:e spelare totalt.
Innan han blev proffs studerade Brunson på Villanova University och spelade för deras idrottsförening Villanova Wildcats.